# Крізь всесвіт і віки
Крізь всесвіт і віки (серб. Кроз васиону и векове) — науково-популярна й науково-фантастична книга сербського вченого Мілутіна Міланковича, написана між 1925 і 1928 роками у формі листів до анонімної молодої жінки. Вперше опублікована окремою книгою в 1928 році в Крізь всесвіт і віки Літописі Матиці сербської, після чого витримала ще 6 сербських і 2 німецькі видання. Книга розповідає про давні цивілізації, античних мислителів, мислителів епохи Відродження та сучасності, Сонячну систему, досягнення в галузі небесної механіки, автобіографічні подробиці, а також бачення майбутнього про подорожі до далеких небесних тіл задовго до того, як вони були здійснені. За словами самого автора, «Крізь всесвіт і віки» був його найбільш читаним твором за кількістю надрукованих і проданих примірників.

## Історія
Мілутіну Міланковичу під час перебування в горах Семерин в Австрії в 1925 році спала на думку ідея описати розвиток астрономії, вчених у цій галузі, а також великі відкриття у вигляді особистого досвіду. Протягом наступних трьох років він написав близько тридцяти листів, які адресував невідомому другу й публікував раз на місяць у Літописі Матиці сербської. Ці листи разом із кількома іншими, загальною кількістю тридцять шість, були опубліковані окремою працею 1928 року під назвою «Крізь Всесвіт і віки. Листи астронома». Потім автор розширив книгу, переклав її німецькою мовою та опублікував у 1936 році. Незабаром вийшло друге німецьке видання. У Німеччині цей твір роками використовували для читання у школах. На основі другого німецького видання, у 1943 році вийшло друге сербське видання з тридцяти семи листів під назвою «Через всесвіт і віки. Одна астрономія для всіх», надруковане видавництвом «Југоисток».

## Зміст
Книга складається з 37 листів до неназваної жінки. Вони служать засобом для обговорення історії астрономії, кліматології та науки загалом. У листах Міланкович згадує своє раннє життя: народження в Далі, освіту, професійні успіхи й невдачі. Книга черпає натхнення з його подорожей Німеччиною, Угорщиною, Стамбулом, іншими європейськими країнами, і з його повернення на батьківщину, яка, на відміну від автора, здається спустошеною та напівзруйнованою.
Автор використовує особистий підхід до науки, подорожуючи з другом у часі та просторі. У відповідному вбранні вони блукають стародавнім світом. Непомітні для тубільців, вони шпигують за вавилонськими священниками, Арістотелем, Ератосфеном та іншими великими вченими та діячами давньої та новітньої історії.
Листи описують експерименти, розробку наукових інструментів, старовинну архітектуру та нові міста, морські подорожі. Досліджена історія наукових ідей, включно з базовими знаннями про Сонце, планети та їхні орбіти. У середній частині книги письменник розповідає про зміну клімату та циклічність льодовикових періодів протягом історії та майбутнього Землі.
В останніх листах Міланкович описує утворення Землі та етапи, які вона пройшла, до зародження життя, а потім представляє її майбутнє, відслідковуючи стадії загибелі Сонця та планет. В кінці книги автор розповідає про подорожі на Місяць, Марс і Венеру.